# Boophis occidentalis
Boophis occidentalis é uma espécie de anfíbio da família Mantellidae.
É endémica de Madagáscar.
Os seus habitats naturais são: florestas secas tropicais ou subtropicais, rios, pastagens, áreas urbanas e florestas secundárias altamente degradadas.
Está ameaçada por perda de habitat.